# Tomaš Goričanec
Tomaš Goričanec (Mala Subotica, 14. prosinca 1815. – Mala Subotica, 31. prosinca 1837.), bio je hrvatski pjesnik, zagrebački klerik. Autorom je prvoga kajkavskoga spjeva.

## Životopis
Tomaš Goričanec rodio se je u Maloj Subotici 1815. godine. Školovao se je u pijaristâ u Velikoj Kaniži, gdje je polazio gimnaziju. Godine 1833. svoje školovanje nastavio je u Zagrebu. Na zagrebačkome liceju završio je dvije godine filozofije i jednu bogoslovije.  
Za vrijeme Hrvatskoga narodnoga preporoda u Zagrebu je objavljen njegov spjev Erdödy kneza Tomasha Horvat. Dalm. y Shlavonzke bana Obszedyenye y poboj sziszechki 1593. Izpiszan po Tomashu Gorichanecz, S. Bishkupie Zagrebechke Klerikushu (Vu Zagrebu, stampano pri Franyi Suppanu, 1837.) što je prvi kajkavski spjev. To djelo je na kajkavskome narječju napisan deseterački spjev u šesnaest pjevanja, koji u narodnom, hrvatskom duhu tematizira pobjedu nad Turcima u bitki kod Siska. Njegov spjev i do danas je jedno od najvažnijih epskih ostvarenja u cjelokupnoj hrvatskoj književnosti. Djelo je u budimpeštanskoj knjižnici pronašao prof. Zvonimir Bartolić, te ga je dao ponovno tiskati.
Tomaš Goričanec pisao je i na latinskome jeziku (Carmen honoribus admodum reverendi ac clarissimi domini Josephi Shott, enkomij ↓1 je o vicerektoru zagrebačkoga liceja, a Ultimum vale domino Carolo Xuppan je žalobnica posvećena Goričančevu suškolarcu Karlu Županu). Te je pjesme na temelju protokola zagrebačke cenzure Goričancu pripisala Elizabeta Palanović.
Za vrijeme školovanja, kada je bio na drugoj godini bogoslovije, umro je od sušice, 31. prosinca 1837. godine.

## Spomen
- Po njemu nazvane su ulice u Maloj Subotici i Čakovcu.
- 2002.: Matica hrvatska je prigodom sto šezdeset i pete obljetnice pjesnikove smrti postavila spomen-ploču na mjestu njegove rodne kuće u Maloj Subotici.[3][5]
- U lipnju mjesecu u Maloj Subotici održava se Dan Tomaša Goričanca.[6]
- Od 2008. godine sobočka osnovna škola nosi ime po njemu, OŠ Tomaš Goričanec.[7]
- Od 2014. godine u listopadu/studenome OŠ Tomaš Goričanec u Maloj Subotici održava Dane Tomaša Goričanca.[8]